# Andreea Isărescu
Andreea Isărescu (Bucarest, Rumania, 3 de julio de 1984) es una gimnasta artística rumana, campeona olímpica en 2000 en el concurso por equipos y dos veces campeona del mundo en el concurso por equipos y la general individual.

## Carrera deportiva
En el Mundial de Tianjin 1999 gana el oro por equipos, por delante de Rusia y Ucrania, siendo sus compañeras de equipo: Maria Olaru, Andreea Raducan, Simona Amanar, Corina Ungureanu y Loredana Boboc.
En los JJ. OO. de Sídney (Australia) de 2000 consigue el oro en la competición por equipos, por delante de Rusia y Estados Unidos, siendo sus compañeras de equipo: Simona Amânar, Loredana Boboc, Maria Olaru, Claudia Presacan y Andreea Răducan.